# 独立中文笔会
独立中文笔会（英語：Independent Chinese PEN Center）原名中国独立作家笔会，曾改名独立中文作家笔会，简称独立笔会（ICPC），是在美国注册的组织。该组织的宗旨是支持跨国界的言论自由。

## 简介
独立中文笔会是在国际笔会促成下，由贝岭、孟浪、刘晓波、万之等发起筹创，邀集了一批流亡中文作家和中国国内作家，于2001年7月成立，2001年11月由贝岭代表出席在伦敦举行的第67届国际笔会代表大会，並被接纳为国际笔会下属分会。第一届主席刘宾雁、副主席郑义、执行主任贝岭、自由写作项目召集人孟浪。其他创会会员还有浩成、沈睿、巫宁坤、万之、马建、友友、杨炼、一平、韩秀、杜家祁、陈建华、白梦、张慈、张伯笠、辛虹、张耳、北明、刘晓波、刘霞、梅菁、雪迪、张郎郎、蔡楚、郭罗基、莫莉花、傅正明、胡冬等28人。
该组织自身定位是全世界用中文写作、编辑、翻译、研究和出版文学作品之人士自由结合的非政府、非营利、非政党的跨国界组织，以“弘扬中文文学、维护言论自由”为宗旨，致力于在全世界弘扬中文文学，维护世界各地中文写作者的言论自由，尤其关注和救助中国大陆因言获罪的写作者，而不论其政治态度、意识形态和宗教信仰如何，强调写作自由和出版自由不受政治因素的干扰和迫害。其在中国大陆有为数众多的会员，为自由写作而做的努力可追溯到上世纪五十年代，追溯到六十年代的中国地下文学，追溯到一九七九的北京民主墙运动，追溯到一九八九的天安门民主运动。而今天活跃在中国大陆“维权运动”中的重要写作者也多是其会员，其中多位大陆会员因各项罪名被捕、判刑或监视，很多人认为与该会会员大胆抨击时弊和要求政治改革有关。
该会前会长刘晓波因异议作品和2008年参与起草并推动联署《零八宪章》被捕，次年被判处十一年徒刑，也由此获2010年诺贝尔和平奖。

## 历任会长
- 第一任（主席）：刘宾雁（2001–2003）
- 第二任（第一届、第二届会长）：刘晓波（2003–2007）
- 第三任（第三届会长）：郑义（2007–2009）
- 第四任（第四届、第五届会长）：廖天琪（2009–2013）
- 第五任（第六届会长）：贝岭（2013–2016）
- 第六任（第七届、第八届会长）：廖天琪（2016–2020）参见#第七届会长争议
- 第七任（第九届会长）：裴毅然（2020–2022）
- 第八任（第十届会长）：蔡楚（2022年至今）

### 第七届会长争议
2016年2月第七届会员大会后，廖天琪和贝岭相继由该会多数派和少数派分别宣布当选为会长。国际笔会网站的独立中文笔会联系页更改为会长廖天琪的联系信息，此后因贝岭方提出异议而暂时关闭。2016年5月底，国际笔会理事会在伦敦开会，进行了数次商讨，决定承认廖天琪为新当选的独立中文笔会会长。6月，国际笔会国际秘书堀武昭将国际笔会理事会的这项决定通知了廖天琪和贝岭以及其他关注此事的团体，并祝贺廖天琪的当选；国际笔会网站据此恢复了独立中文笔会联系信息页。

## 荣誉会长
- 刘宾雁（2005年10月－2005年12月5日去世）
- 刘晓波（2009年9月－2017年7月13日去世）[12]

## 荣誉理事
诺贝尔文学奖获得者南非作家内丁·戈迪默，美国作家苏珊·桑塔格，波兰詩人切斯瓦夫·米沃什，爱尔兰诗人谢默斯·希尼，德国作家君特·格拉斯，尼日利亚作家渥雷·索因卡，法国华裔作家高行健，捷克前总统、剧作家瓦茨拉夫·哈维尔，美国笔会前会长萨尔曼·鲁西迪，瑞典文学院院士马悦然等是独立笔会的荣誉理事。
其他荣誉理事还有：丁子霖、于浩成、章诒和、王力雄、流沙河、包遵信、廖亦武、蒋培坤、高瑜、孙文广、张显扬、蔡楚、胡平。

## 近年活动
2016年9月24日，独立中文笔会在香港主办“刘晓波写作勇气奖”和“青年写作者征文奖”颁奖礼及“文革五十周年暨香港言论自由研讨会”，《民主中国》杂志和香港城市大学当代中国研究计划协办这次活动。研讨会邀请香港城市大学政治学退休教授郑宇硕、香港民主党主席和立法会议员刘慧卿、资深媒体人麦燕庭、《民主中国》的蔡楚、《中国劳工通讯》的蔡崇国，以及《开放杂志》前执行主编蔡咏梅等人为主讲人，笔会会长廖天琪、副会长齐家贞等主持和致辞，出席者包括17位中国内地的笔会会员和获奖者。
9月25日，国际笔会第82届会员代表大会在西班牙加利西亚古老小城奥伦塞的文化中心举行，东道主为加利西亚笔会。独立中文笔会会长廖天琪、副会长齐家贞、常务秘书兼狱中作家委员会协调人肖国珍、狱中作家委员会委员蔡咏梅、发行和翻译委员会委员唐肆啼（Stephen Thompson）五位代表参会。
2017年8月28日至31日，第一届“四笔会平台国际会议: 寻求共识空间——没有敌人，也没有仇恨”在瑞典南方名城马尔默举行，由瑞典笔会、独立中文笔会、维吾尔笔会和藏人海外作家笔会共同举办。独立中文笔会会长廖天琪和来自各国的会员张裕、蔡咏梅、蔡楚、马建、慕容雪村、潘永忠、周勍参加会议。会议嘉宾有：2003年诺贝尔和平奖得主、伊朗人权律师希林·伊巴迪，欧洲记忆与良知平台主席、瑞典前国会议员约然·林德布劳德（Göran Lindblad），日本人权财团理事长、前“日本支持刘晓波国会议员联盟”会长牧野圣修，瑞典文学院院士克拉斯·厄斯特格林（Klas Östergren），国际笔会副会长乔安尼·利多姆-阿克曼（Joanne Leedom-Ackerman），国际笔会副会长、前秘书长崛武昭，国际笔会司库、芬兰笔会前会长贾科·汤提（Jarkko Tontti），国际笔会作家和平委员会主席、斯洛文尼亚笔会前会长马瑞安•斯特罗安（Marjan Strojan），英格兰笔会主任安东尼娅·拜阿特（Antonia Byatt），日本支持亚洲与中国民主化思考会秘书长、刑事辩护季刊总编北井大辅，斯德哥尔摩大学中文语言文化教授史婀迷（Irmy Schweiger）。
9月17日至21日，国际笔会第83届会员代表大会在乌克兰西部重镇利沃夫举行，来自69个国家的163名代表参加。廖天琪作为独立中文笔会唯一代表出席会议。大会追思了7月13日在监禁中病逝的中国诺贝尔和平奖得主、独立中文笔会前会长刘晓波。受国际笔会委托，廖天琪代表独立中文笔会起草了一封给刘晓波遗孀刘霞的慰问信，获全场鼓掌通过，到会笔会以团体和个人的名义签名，由廖天琪负责转给刘霞。
11月12日至15日，廖天琪出席加泰罗尼亚笔会活动并获加泰罗尼亚笔会“自由之声奖”（Free Voice Award），以表彰她在文学翻译、写作方面的的贡献，以及她长期从事人权工作，为救助刘晓波、刘霞等中国狱中作家们所做的努力。
11月23日和24日，独立中文笔会在香港城市大学举行年会和颁奖礼，同时举行“中国女作家和中国文学中的女性意识”会议。国际笔会会长詹妮弗·克莱门特（Jennifer Clement）、国际笔会副会长（女委前主席、墨西哥圣米格尔笔会创始人）露西娜·卡特曼（Lucina Kathmann）并代表女委主席（芬兰笔会前会长）伊丽莎白·诺德格林（Elisabeth Nordgren）给会议致信祝贺。会议将“刘晓波写作勇气奖”授予中国狱中异见人士朱虞夫和维族作家伊力哈木，将“林昭纪念奖”授予中国知名民主人士秦永敏的前妻、独立作家李金芳，将“刘晓波纪念奖”授予中国知名异见人士、前开明派中共总书记赵紫阳智囊鲍彤。鲍彤之子、香港出版人鲍朴代父领奖。李金芳从内地赴会领奖。12位来自中国大陆的笔会会员得以到港赴会。出席会议的嘉宾有香港当地的政治家刘慧卿、梁国雄，有来自德国柏林的文化节总裁乌尔里希·施莱伯（Ulrich Schreiber），日本大阪教育大学教授山田正行，香港大学法律系副教授戴耀庭等。会议还请到了知名女作家参会，包括台湾女作家李昂，香港学者、电影导演魏时煜，日本华裔女作家刘燕子，旅加作家石贝等。会长廖天琪从德国飞抵香港主持会议。从内地来港的笔会秘书长、作家赵达功为＂刘晓波写作勇气奖＂致颁奖辞，介绍杭州的异见作家朱虞夫和维族学者、原中央民族大学教授伊力哈木的情况。北京自由作家、异见人士何德普发言，谈论与刘晓波的交往。出席会议的还有副会长齐家贞（澳大利亚），女作家委员会协调人蔡咏梅（香港），以及香港会员武宜三、张永攀，日本华裔记者班忠义等。
2018年3月28日至4月9日，笔会在网络社区召开第八届会员大会。根据大会通过的议程，大会召开了四次全体会议，修改了《独立中文笔会章程》和《独立中文笔会会员大会议事规则》，通过了理事会提交的工作报告和财务报告，根据章程改选了理事会。廖天琪、赵达功、齐家贞、李海、刘荻、杜导斌六名上届理事连选连任，王金波、高瑜、何德普三人高票新当选为理事，潘永忠、徐永海二人新当选为候补理事。4月15日，理事会选举廖天琪为第八届会长，高瑜、赵达功为副会长，批准王金波任秘书长。
4月18日至21日，会长廖天琪和候补理事兼副秘书长潘永忠到斯洛文尼亚布莱德参加国际笔会作家和平委员会会议、五十年世界文学节。
9月24日至29日，国际笔会第84届年会在印度西南名城浦那举行，来自各国笔会近二百代表与会，廖天琪和潘永忠出席大会，参加了多项会议活动，廖天琪在大会上宣读了刘霞致国际笔会的感谢信，各国代表纷纷问候和祝福不久前到德国治病的刘霞。
10月9日，联合国人权理事会（HRC）普遍定期审议（UPR ）在日内瓦举行前期咨询会议，廖天琪和潘永忠代表国际笔会和独立中文笔会出席，就中国人权状况提交了建议报告。
2019年4月3日至6日，国际笔会作家和平委员会在斯洛文尼亚布莱德举行年会，廖天琪和潘永忠出席参加多项活动，廖天琪当选和平委员会副主席。
4月18日至20日，“五四百年文化研讨会暨独立中文笔会颁奖礼”在香港举行，会长廖天琪、副会长赵达功、理事兼女委主任齐家贞、候补理事兼副秘书长潘永忠、女委协调人兼香港办公室主任蔡咏梅及大陆十名会员到会，香港各界知名人士何俊仁、梁国雄、程翔、麦燕庭、林荣基等出席会议。副会长高瑜、会员王丹、陈破空及各界知名人士鲍彤、杨黄美幸、谢志伟、刘慧卿、万润南、王策、王维洛等发去感言和贺辞。国际笔会会长克莱门特、副会长卡特曼发去贺信。
2020年4月29日至5月13日，该会在网络社区召开第九届会员大会。根据大会通过的议程，大会召开了四次全体会议，通过了理事会提交的工作报告和财务报告，根据章程改选了理事会。赵达功、李海、刘荻三名上届理事连选连任，赵常青、小乔、徐永海、刘正清、谭松、裴毅然六人新当选为理事，杜导斌、鸿路二人新当选为候补理事。5月17日，理事会选举裴毅然为第九届会长，赵达功、谭松为副会长，批准张裕任秘书长。

## 颁授奖项
- 自由写作奖：王力雄（2002），章诒和（女，2004），吴思（2005），丁子霖（女，2006），廖亦武（2007），周勍（2008），汪建辉（2009），野夫（2010），杨显惠（2011），卢跃刚（2012），陈子明（2013），杨继绳（2014），傅国涌（2016），谭松（2018），鸿路（2019），方方（女，2020），肖雪慧（女，2021），严歌苓（女，2022）
- 林昭纪念奖：卢雪松（女，2005）、昝爱宗（2006），李剑虹（女，2007），唯色（女，2009）、崔卫平（女，2010），艾晓明（2011），许志永（2013），杜斌（2014），李金芳（女，2016），刘艳丽（女，2018），玛丽亚·苏尔坦（女，2019），耿潇男（女，2020），邹幸彤（女，2021）
- 狱中作家奖：杨天水（2006），张林（2007），呂耿松和杜导斌（2008），徐泽荣（2009年）
- 刘晓波写作勇气奖（原名狱中作家奖）：刘贤斌和缅甸扎加纳（2010），哈达、秦永敏和陈卫（2011），卓玛嘉和吴义龙（2012），谭作人和越南阮春义（2013）、陈树庆（2014）、浦志强和巴林阿卜杜贾利·阿勒-辛加斯（2015），胡石根和伊朗马赫瓦什·萨比特（女，2016）、朱虞夫和伊力哈木·土赫提（2017），刘飞跃和唐荆陵（2018），王怡和徐琳（2019），陈西和魯扬（2020），周远志和热依拉·达吾提（女，2021），陈云飞（2022）
- 刘晓波纪念奖

## 发行书籍
- 《詩與坦克: 獨立中文筆會會員作品選集•文學卷》，香港：晨钟书局，2007年 （页面存档备份，存于），ISBN 9789889931834。
- 《中國獄中作家文選》第一卷（第一版），香港：晨钟书局，2007年 （页面存档备份，存于），ISBN 9789889931827。
- 《中國獄中作家文選》第一卷（第二版），独立中文笔会，2021年 （页面存档备份，存于），ISBN 9781989763278， ISBN 9781989763230（电子版）。
- 《獨立中文筆會作品年鑑》第一卷（第二版），独立中文笔会，2021年ISBN 9781989763391， ISBN 9781989763162（电子版）。
- 《獨立中文筆會作品年鑑》第二卷（第二版），独立中文笔会，2021年，ISBN 9781989763407， ISBN 9781989763193（电子版）。
- 《獨立中文筆會作品年鑑》第三卷，独立中文笔会，2021年，ISBN 9781989763414， ISBN 9781989763223（电子版）。
- 《點與線: 秦永敏小說合集》（獄中作家叢書2），独立中文笔会，2021年，ISBN 9781989763452， ISBN 9781989763421（电子版）。
- 《中國當代文字獄編年錄（第一卷）囚徒列傳：從王實味到劉曉波》（第二版），独立中文笔会，2021年 （页面存档备份，存于），ISBN 9781989763209（电子版）。